# Miguel Ángel Albornoz
Miguel Ángel Albornoz Tabares (Ambato, 9 de agosto de 1873-Quito, 2 de agosto de 1964) fue un político, periodista e intelectual ecuatoriano. Fue encargado del Poder Ejecutivo del Ecuador, presidente del Senado y presidente de la Cámara de Cámara de Representantes de su país, además de haber ocupado varios ministerios y cargos diplomáticos. 
Como periodista, escribió en las revistas "El Shiry", La Sanción", "Fígaro", "El Rayo X" y "El Marañón", en algunos casos, publicaciones formadas por él mismo y algunos de sus amigos intelectuales como él.
En literatura escribió en verso y en prosa: publicó "Sueños y Cántigas", una colección de sus poemas de juventud y la novela "La Giralda". En 1922, en Qioto, editó "Algo sobre el movimiento literario nacional".
En 1905 la República del Uruguay nombró a Albornoz Cónsul ad-honorem en Ambato y al triunfar como Presidente de Ecuador Lizardo García, fue nombrado Secretario de la Legación de su país en París y Londres y por eso viajó a Francia, Reino Unido, Suiza e Italia.
Su actuación en política lo hizo militando siempre en el partido liberal. Varias veces fue director Supremo de su partido. Se desempeñó como Ministro de Hacienda del Presidente Gonzalo S. Córdoba en 1924 – 1925. En 1927, ejerció la vicepresidencia del recientemente formado Banco Central del Ecuador y en 1930 fue Ministro de Gobierno. Cuando presidente del Senado de su país y mientras el presidente Arroyo del Río hacía un viaje de Estado, entre noviembre y diciembre de 1942, por más de un mes, se desempeñó como encargado del Poder Ejecutivo del Ecuador.
En 1943 el Partido Liberal lo candidateó a la Presidencia de la República, pero la Revolución del 28 de mayo terminó con la democracia en el país y Albornoz tuvo que renunciar a su candidatura presidencial y exiliarse en Colombia. Posteriormente se retiró de la política.
Murió el 27 de agosto de 1964 a los 91 años de edad.
En marzo de 2013 el municipio de Ambato, su ciudad natal, develó un busto en su honor.